# ソビエト連邦の国際連合ボイコット
本項ではソビエト連邦の国際連合ボイコット（ソビエトれんぽう の こくさいれんごうボイコット）について解説する。
ソビエト連邦は国際連合における中国の代表権問題により1950年1月13日から8月1日まで国際連合の会合をボイコットした。
ソビエト連邦は中華人民共和国を国際連合の代表に推していたが、国際連合の代表は中華民国となっており、1950年1月13日に中華人民共和国の国際連合加盟決議案が否決されたことで、国際連合の会合をボイコットすることを決定した。

## 背景
中華民国は国際連合の原加盟国の1つであり、1945年のサンフランシスコ会議には中国国民党の宋子文、魏道明、顧維鈞、王寵恵、中国共産党の董必武が出席し、8月には蔣介石が国際連合憲章に署名した。
中国共産党が国共内戦に勝利し北京で中華人民共和国の建国を宣言すると、1949年11月18日に国際連合に対して中華民国の代わりに中国代表として認めるように要求し、ソビエト連邦もまた中華人民共和国の要請に応じ、中華民国が中国大陸の一部しか支配していないことを理由に国際連合総会の出席を拒否した。しかし、中華人民共和国の要求は却下され、代わりにオーストラリアの決議案（中国人が外国の影響を受けることなく政治制度を選択できるようにする）が可決された。

## ボイコット
1950年1月8日に中華人民共和国国務院総理の周恩来が国際連合安全保障理事会に対して書簡を送り、中華民国を法的に承認しないように要求し、10日にソビエト連邦が中華民国を国際連合安全保障理事会の理事国から除外する決議案を提出した。
しかし、13日にソビエト連邦の決議案が否決され、国連大使のヤコフ・マリクは抗議して会合から去り、代表が中華民国から中華人民共和国に代わらない限り復帰しないと述べた。ソビエト連邦は中華民国が代表である限り国際連合安全保障理事会決議を一切認めず、中華民国が議席を持つ国際連合の会合をボイコットした。

## 余波
1950年6月25日に朝鮮戦争が勃発し、国際連合安全保障理事会においてアメリカ合衆国の主導で朝鮮半島に国連軍を派遣する決議案が可決されると、ソビエト連邦が国際連合に復帰した。ソビエト連邦はボイコット中に可決された決議の合法性を疑問視し、重要事項の決定にはすべての常任理事国が出席するべきであるとした。
8月1日にソビエト連邦は国際連合事務総長トリグブ・リーに対して国際連合安全保障理事会の議長国を引き受けると通告した。